# Distimie
Distimia, cunoscută și sub numele de depresie nevrotică, este o tulburare de dispoziție constând în depresie cronică, cu simptome mai puțin severe, dar de durată mai mare decât tulburarea depresivă majoră. Conceptul a fost inventat de  Dr. Robert Spitzer (un editor al Manualului de Diagnostic și Statistică al Tulburărilor Mentale (DSM-III) al Asociației Americane de Psihiatrie) la sfârșitul anilor 1970, ca un înlocuitor pentru „personalitate depresivă”.
Conform definiției DSM, distimia este o stare gravă de depresie cronică, este mai puțin acută și severă decât tulburare depresivă majoră. Din moment ce distimia este o boală cronică, suferinzii pot resimți simptomele pentru mulți ani înainte de a fi diagnosticați, dacă diagnosticul chiar este stabilit. Ca urmare, ei pot crede că depresia face parte din caracterul lor, așa că s-ar putea să nici nu discute despre simptomele lor cu medicii, membrii de familie sau prietenii.

## Semne și simptome
Distimia are un număr de caracteristici tipice: energie redusă, stimă de sine scăzută și o capacitate limitată a plăcerii. Gradele ușoare de distimie pot conduce oamenii să se retragă de la stres și de a evita oportunitățile datorită eșecului. În cazuri mai severe, persoanele suferind de distimie pot chiar să se retragă din activitățile cotidiene. De obicei vor găsi o plăcere mică în activitățile obișnuite și cele din timpul liber. Diagnosticarea distimiei poate fi dificilă din cauza naturii subtile a simptomelor și de multe ori pacienții le pot ascunde în situații sociale, ceea ce face dificilă pentru alții sesizarea simptomelor. În plus, de multe ori distimia are loc concomitent cu alte tulburări psihologice, care adaugă un nivel de complexitate în determinarea prezenței de distimie, pentru că adesea există o suprapunere în simptomele tulburărilor.

## Cauze
Nu există legături biologice consistente sau omniprezente pentru distimie. Însă acest lucru poate fi rezultatul naturii diverse a tulburării. Există totuși anumite legături între distimie și posibile cauze ale acesteia. Rata de depresie în familiile cu persoane distimice ajunge până la 50% pentru forma de debut precoce a tulburării. Acest lucru poate indica faptul că există o oarecare predispoziție genetică pentru distimie. Alți factori legați de tulburare includ: stresul, izolarea socială sau lipsa sprijinului social.

### Patologii asociate
Cel puțin trei sferturi din pacienții cu distimie au, de asemenea, o boală fizică cronică sau o altă afecțiune psihică, cum ar fi tulburările de anxietate, ciclotimia, dependența de droguri sau alcoolismul. Bolile comune ce însoțesc această dereglare includ: depresia majoră (până la 75%), tulburări de anxietate (până la 50%), tulburări de personalitate (până la 40%), tulburări somatoforme (până la 45%) și abuzul de substanțe (până la 50%). Persoanele cu distimie au o șansă mai mare decât media, de a dezvolta depresie majoră. Într-o perioadă de 10 ani a unui studiu de monitorizare, s-a constatat că 95% dintre pacienți au avut un episod de depresie majoră. Atunci când un episod intens de depresie se suprapune distimiei, starea patologică este numită „depresie dublă”.

#### Depresia dublă
Depresia dublă apare atunci când o persoană experimentează un episod depresiv major pe deasupra patologiei deja existente de distimie. Este dificil de tratat, fiindcă oamenii acceptă aceste simptome depresive majore ca o parte naturală a personalității lor, sau ca o parte din viață, aflată în afara controlului lor. Deoarece persoanele cu distimie pot accepta această agravare a simptomelor ca inevitabilă, tratamentul se amână. Dacă tratamentul este căutat, de obicei apar rezistențe la tratament ca urmare a faptului că, de cele mai multe ori, sunt abordate simptomele depresive majore, dar nu și cele distimice. Sentimentul lipsei speranței a fost identificat ca un simptom semnificativ al dublei-depresii, pacienții raportând niveluri mai ridicate a lipsei de speranță. Acesta poate fi un simptom util de centralizare pentru furnizorii de servicii de sănătate mintală, atunci când se lucrează cu pacientul pentru a trata starea. În plus, terapiile cognitive pot fi eficiente în tratarea persoanelor cu depresie dublă, cu scopul de a ajuta la schimbarea tiparele de gândire negativă și a reda persoanelor un nou mod de a se vedea pe ei și mediul lor.
S-a sugerat că cea mai bună modalitate de a preveni depresia dublă este tratarea distimiei. O combinație de antidepresive și terapii cognitive sunt considerate a fi de ajutor în prevenirea și apariția simptomelor depresive majore. În plus, se crede că exercițiul fizic și buna igienă a somnului (de exemplu îmbunătățirea programului de somn) ar avea oarecum un efect aditiv asupra tratării simptomelor distimice, împiedicându-le agravarea.

## Fiziopatologie
Există dovezi care indică faptul că ar exista indicatori neurologici ai unui debut precoce a distimiei. Există mai multe structuri ale creierului (corpus callosum și lobul frontal), care sunt diferite între femeile distimice și indivizii obișnuiți. Acest lucru poate indica faptul că există o diferență de dezvoltare între aceste două grupuri.
Un alt studiu, care a folosit tehnologia RMNf pentru a evalua diferențele dintre indivizii cu distimie și alte persoane, a găsit sprijin suplimentar pentru indicatorii neurologici ai tulburării. Acest studiu a constatat mai multe zone ale creierului care funcționează diferit. Amigdala (asociată cu procesarea emoțiilor negative, cum ar fi frica) a fost activă mai mult la pacienții distimici. Studiul a observat de asemenea activitatea crescută în cortexul insular (care este asociat cu emoțiile triste). În cele din urmă, s-a găsit activitate crescută și în girusul cingulat (care servește ca punte de legătură între atenție și emoție).
Un studiu care a comparat persoanele sănătoase cu cele distimice indică existența și a altor factori biologici ai tulburării. Un rezultat anticipat a arătat că persoanele sănătoase au așteptat a li se aplica mai puține adjective negative, în timp ce indivizii cu distimie așteaptă mai puține adjective pozitive a le aplica asupra lor în viitor. Biologic, aceste grupuri sunt de asemenea diferențiate de faptul că indivizii sănătoși au arătat o mai mare anticipare neurologică pentru toate tipurile de evenimente (pozitive, neutre sau negative), decât cei cu distimie. Acest lucru oferă dovezi neurologice spre lipsa de emoție a persoanelor cu distimie în comparație cu oamenii sănătoși.
Există unele dovezi de o bază genetică pentru toate tipurile de depresii, inclusiv distimie. Un studiu la care au participat gemeni identici și fraternali a indicat faptul că există un risc puternic pentru gemenii identici de a fi mai predispuși depresiei, decât gemenii fraternali. Acest lucru oferă sprijin ideii că distimia este în parte cauzată de ereditate.
Un nou model, apărut recent în literatura de specialitate, în ceea ce privește axa HPA și implicarea acesteia în distimie (de exemplu, variațiile fenotipice ale hormonului de eliberare corticotropină (ACTH) și arginin-vasopresină (AVP) în reglementarea funcționării suprarenale), precum și mecanismele serotonergice ale prosencephalonului. Din moment ce acest model este provizoriu, încă mai este nevoie de cercetare.

### Funcționarea neurofiziologică
Se consideră că nivelurile scăzute ale neurotransmițătorului de serotonină joacă un rol central în dezvoltarea și cursul tulburărilor afective, inclusiv distimice. Dar, cercetările mai recente în domeniul neuropsihologiei încearcă să demonteze această ipoteză pe baza faptului că nu există dovezi științifice recunoscute pentru a dovedi acest lucru ca fiind o certitudine. Convingerea că un nivel scăzut de serotonină contribuie la debutul tulburărilor depresive se bazează pe raționamentul invers, în care ISRS s-au dovedit a îmbunătăți starea de spirit depresivă.  Deși s-ar putea, aceasta nu dovedește că serotonina, sau orice alt fel de dezechilibru chimic este o cauză a distimiei. Sunt necesare cercetări suplimentare în acest domeniu, deoarece nu au fost găsite rezultate concludente în funcționarea neurofiziologică a distimiei.

### Diagnostic
Manualul de Diagnostic și Statistică a Tulburărilor Mentale (DSM), publicat de Asociația Americană de Psihiatrie, caracterizează tulburările distimice. Simptomul esențial implică individul într-un sentiment depresiv în majoritatea zilelor și a momentelor din zi, vreme de cel puțin doi ani. Energia redusă, tulburări ale somnului sau apetitului, stima de sine scăzută, contribuie de obicei la tabloul clinic. Cei care suferă de distimie se confruntă ani de-a rândul înainte de a fi diagnosticați. Oamenii din jurul lor ajung să creadă că bolnavul este „doar o persoană indispusă”. De reținut următoarele criterii de diagnosticare:
1. În majoritate zilelor, timp de doi ani sau mai mult, pacientul adult raportează o stare depresivă sau pare deprimat pentru alții, în cea mai mare parte a zilei.
2. Atunci când e deprimat, pacientul prezintă două sau mai multe simptome:
  - lipsa sau creșterea poftei de mâncare
  - scăderea sau creșterea duratei de somn (insomnie sau hipersomnie)
  - oboseală sau energie redusă
  - stimă de sine scăzută
  - concentrare redusă sau probleme în luarea deciziilor
  - se simte fără speranță sau pesimist
3. În această perioadă de doi ani, simptomele de mai sus nu sunt absente mai mult de două luni consecutive.
4. În timpul primilor doi ani de la acest sindrom, pacientul nu a avut un episod depresiv major.
5. Pacientul nu a avut nici un episoad maniacal, hipomaniacal sau mixt.
6. Pacientul nu a îndeplinit criteriile pentru tulburarea ciclotimică.
7. Depresia nu există doar ca parte a unui psihoze cronice (cum ar fi schizofrenia sau tulburarea delirantă).
8. Deseori aceste simptome nu sunt provocate direct de o boală medicală sau de substanțe, inclusiv a abuzului de droguri sau alte medicamente.
9. Aceste simptome pot cauza probleme semnificative sau pot pune în primejdie activitatea socială, academică sau alte domenii importante de funcționare ale vieții.

La copii și adolescenți, starea de spirit poate fi iritabilitatea, iar durata trebuie să fie de cel puțin un an, în contrast cu doi ani, perioadă necesară pentru diagnosticarea adulților.
Debutul precoce (diagnosticul înaintea vârstei de 21 de ani) este asociat cu recidive frecvente, spitalizări psihiatrice și apariția altor patologii. Pentru adulții tineri cu distimie, există o mai mare șansă de dezvoltare a anomaliilor de personalitate, iar simptomele sunt de natură cronică și poate rezulta din personalitate. Cu toate acestea, pentru pacienții în vârstă care suferă de distimie, simptomele psihologice sunt asociate cu boli și/sau evenimente de viață stresante și pierderi.
Distimia poate fi contrastată cu depresia majoră prin evaluarea naturii acute a simptomelor. Distimia este mult mai cronică (de lungă durată), decât depresia majoră, în care simptomele pot fi prezente pentru doar 2 săptămâni. De asemenea, de multe ori distimia se prezintă de la o vârstă mai fragedă decât depresia majoră.

## Prevenire
Deși nu există nici o cale clară pentru a preveni apariția distimiei, unele sugestii au fost făcute. Deoarece de cele mai multe ori distimia va avea loc mai întâi în copilărie, este important să se identifice copiii care ar putea fi expuși riscului. Ar putea fi benefic să se lucreze cu copiii, în a-i ajuta la controlul stresului, la sporirea rezistenței, creșterea stimei de sine și asigurarea legăturilor puternice de sprijin social. Aceste tactici pot fi de ajutor în îndepărtarea sau întârzierea simptomelor distimice.

## Tratamente
Deseori, oamenii cu distimie vor căuta un tratament nu neapărat din cauza stării de spirit depresive, ci mai degrabă ca urmare a creșterii nivelurilor de stres sau din cauza unor dificultăți personale care pot fi corelate situațional. Acest lucru este ipotetic a fi din cauza naturii cronice a tulburării, starea de spirit depresivă fiind deseori considerată un model caracterologic pentru individul în cauză. De obicei distimia este diagnosticată pentru prima dată prin gestionarea Interviului Clinic Structurat pentru DSM-IV. În acest moment, cu ajutorul unui profesionist instruit, de cele mai multe ori este discutată o anumită linie de tratament și apoi selectată. Este important să se ia în considerare toți factorii ce pot afecta viața unei persoane, atunci când se decide un anumit curs de tratament. În plus, în cazul în care o metodă de tratament nu funcționează pentru o anumită persoană, poate fi de folos să se încerce alt tratament.

### Terapie
Psihoterapia este adesea eficace în tratarea distimiei. Modalități diferite s-au dovedit a fi benefice. Tratamente pe bază empirică, cum ar fi terapia cognitiv-comportamentală, au fost cercetate pentru a arăta că, prin cursul unui tratament adecvat, simptomele se pot disipa în timp. Alte forme de psihoterapie (de exemplu psihoterapia psihodinamică, psihoterapia interpersonală), au fost de asemenea declarate a fi eficace în tratarea tulburării. Acestea pot fi de ajutor pentru persoanele diagnosticate cu distimie, în dezvoltarea unei adaptări mai bune a competențelor, căutarea cauzei principale a simptomelor, precum și schimbarea convingerilor defecte (de exemplu, „eu sunt bun de nimic”).
În plus față de psihoterapia individuală, atât psihoterapia de grup cât și cea de auto-ajutor, sau grupurile de suport, pot fi de asemenea o linie eficace de tratament pentru distimie. Prin aceste modalități de tratament, aspecte cum ar fi respectul de sine, încrederea în sine, relația probleme/modele, competența sinelui, restructurarea cognitivă etc, pot fi îmbunătățite și consolidate.

### Medicamente
ISRS-urile sunt de obicei prima linie de tratament prin farmacoterapie datorită naturii lor mai tolerabile și efectelor secundare reduse comparativ cu cele ireversibile ai inhibitorilor monoaminooxidazei sau antidepresivelor triciclice. Studiile au descoperit că reacția medie a medicamentelor antidepresive pentru persoanele cu distimie este de 55% comparativ cu o rată de răspuns de 31% la un placebo. Cele mai frecvente antidepresive ISRS prescrise pentru distimie sunt fluoxetina, paroxetina, sertralina și fluvoxamina. Aceste medicamente vor avea de multe ori o medie de 6-8 săptămâni înainte ca pacientul să înceapă a simți efectele sale terapeutice. În plus, STAR*D, un studiu guvernamental multi-clinic, a descoperit că persoanele cu depresie generală vor trebui, în general, să încerce mărci diferite de medicamente înainte de a găsi unul care funcționează în mod special pentru ei. Dintre cei care comută medicamentele, aproximativ 1 din 4 au resimțit o stare mai bună, indiferent dacă al doilea medicament este sau nu un ISRS sau un alt tip de antidepresiv.
Într-un studiu meta-analitic din 2005, s-a constatat că ISRS și ATC sunt la fel de eficiente în tratarea distimiei. De asemenea, au constatat că IMAO are un ușor avantaj față de utilizarea altor medicamente în tratarea acestei boli. Cu toate acestea, autorul acestui studiu avertizează că IMAO nu trebuie neapărat să fie prima linie de apărare în tratamentul de distimie, deoarece acesta e de multe ori mai puțin tolerabil decât omologii săi, cum ar fi ISRS.

### Combinație de terapie și medicație
O combinație de medicamente antidepresive și psihoterapie au fost în mod constant dovedite ca tratamentul cel mai eficient pentru persoanele diagnosticate cu distimie. Colaborarea cu un psihoterapeut pentru a aborda cauzele și efectele de tulburare, pe lângă antidepresivele ce ajută la eliminarea simptomelor, poate fi extrem de benefică. Această combinație este adesea metoda preferată de tratament pentru cei cu distimie. Privind diverse studii ce implică tratamentul distimiei, 75% dintre pacienți au răspuns pozitiv la o combinație de terapie cognitiv-comportamentală (TCC) și farmacoterapie, întrucât doar 48% dintre pacienți au răspuns pozitiv doar la TCC sau medicamente singure. 
Într-un studiu meta-analitic din 2008, cercetătorii au descoperit o dimensiune de efect -.07 (Cohen’s d) între tratamentele farmacologice și tratamentele psihologice pentru tulburări depresive, sugerând că tratamentele farmacologice sunt ușor mai eficiente, deși rezultatele nu au fost statistic semnificative. Acest efect mic este valabil numai pentru ISRS, în timp ce ATC și alte tratamente farmacologice nu prezintă diferențe față de tratamentele psihologice. În plus, au existat mai multe studii care au generat rezultate indicând faptul că depresia severă răspunde mai favorabil la psihoterapie decât farmacoterapie.

### Rezistența la tratament
Datorită naturii cronice a distimiei, rezistența la tratament poate fi oarecum comună la pacienții cu distimie. Într-un astfel de caz, augmentarea este adesea recomandată. Opțiunile suplimentare de tratament pot include litiu, hormon tiroidian, buspironă, bupropion, stimulente și mirtazapină. În plus, în cazul în care persoana suferă și de tulburări afective sezoniere, terapia cu lumină poate fi utilă în sporirea efectelor terapeutice.

## Epidemiologie
Rata de prevalență a distimiei pe parcursul vieții în comunitate pare să varieze între 3 și 6% în Statele Unite. Cu toate acestea, în situațiile de îngrijire primară rata este mai mare, variind de la 5 la 15 procente. În Statele Unite rata de prevalență tinde să fie puțin mai mare decât cele din alte țări. În cele din urmă, rata este mai mare în rândul femeilor decât al bărbaților.